# ぎふ清流カップ
ぎふ清流カップ（ぎふせいりゅうカップ）とは岐阜県地方競馬組合が笠松競馬場のダート1400mで施行する地方競馬の重賞競走（SPI）である。正式名称は「日刊スポーツ杯 ぎふ清流カップ」、日刊スポーツ新聞社が優勝杯を提供している。

## 概要
2018年にサラブレッド系3歳の東海、北陸、近畿所属馬限定の重賞競走として創設。地方競馬の「ダービー」にあたる競走を短期集中開催する「ダービーシリーズ」期間中に開催される3歳限定重賞であり、ダービーシリーズの各競走は中距離で行われるなか、1400mで施行されるレースである。そのため、スプリント適性のある馬、東海優駿や、石川ダービーの選定から漏れた馬が参戦する。
創設時は1600mで行われていたが、2020年から1400mで施行されている。

### 条件・賞金（2024年）
出走条件
サラブレッド系3歳、西日本交流
負担重量
別定（牡56kg、牝2kg減）
賞金額
1着1000万円、2着350万円、3着200万円、4着100万円、5着50万円。

## 歴史
- 2018年 - 笠松競馬場のダート1600mのサラブレッド系3歳の北陸・東海・近畿地区限定の重賞競走「日刊スポーツ杯 ぎふ清流カップ」として創立。格付けはSPI。
- 2020年 - 施行距離をダート1400mに変更。
- 2021年 - 八百長問題発覚のため開催中止。
- 2024年 
  - 施行時期を6月に変更[3]。
  - 西日本地区（北陸・東海・近畿・高知・佐賀）交流競走となる。
  - 1着賞金が1000万円に増額。

### 歴代優勝馬
| 回数  | 施行年月日    | 優勝馬             | 性齢     | 所属     | タイム   | 優勝騎手   | 管理調教師 |
| ----- | ------------- | ------------------ | -------- | -------- | -------- | ---------- | ---------- |
| 第1回 | 2018年5月10日 | ウォーターループ   | 牝3      | 愛知     | 1:43.3   | 友森翔太郎 | 塚田隆男   |
| 第2回 | 2019年5月23日 | フォアフロント     | 牡3      | 笠松     | 1:41.5   | 佐藤友則   | 井上孝彦   |
| 第3回 | 2020年6月4日  | コスモピオニール   | 牡3      | 兵庫     | 1:27.7   | 大柿一真   | 田村彰啓   |
| 第4回 | 2021年        | 開催中止           | 開催中止 | 開催中止 | 開催中止 | 開催中止   | 開催中止   |
| 第5回 | 2022年6月2日  | クリノメガミエース | 牝3      | 兵庫     | 1:29.2   | 吉原寛人   | 石橋満     |
| 第6回 | 2023年5月25日 | スマイルジョナス   | 牡3      | 兵庫     | 1:27.3   | 笹田知宏   | 渡瀬寛彰   |
| 第7回 | 2024年6月20日 | ダイジョバナイ     | 牡3      | 兵庫     | 1:26.3   | 大山真吾   | 飯田良弘   |
| 第8回 | 2025年6月12日 | ケイズレーヴ       | 牡3      | 愛知     | 1:27.1   | 吉原寛人   | 榎屋充     |

## 参考
各回競走結果の出典
- ぎふ清流カップ 歴代優勝馬　地方競馬全国協会